# Mats J. Larsson
Mats Johan Larsson, känd som Mats J Larsson, född 7 augusti 1965 i Vilhelmina församling i Västerbottens län, är svensk journalist.
Larsson är fil. kand. efter studier i ekonomisk historia, nationalekonomi och statskunskap vid Umeå universitet 1985–1987 och Liverpool University 1987–1988.
Sin journalistbana inledde han 1980 som 15-årig sommarvikarie på Norra Västerbotten i Skellefteå. Därefter har han arbetat på Västerbottens-Kuriren i uppväxtstaden Lycksele och i Umeå 1981–1988 samt efter att han flyttat till Stockholm på Expressen 1988–1990 och Dagens Nyheter 1990–1991. Åren 1991–2000 var han anställd på Aktuellt på Sveriges Television. Han återkom till Dagens Nyheter i maj 2000, där han var chef för ekonomiredaktionen 2000–2003, nyhetschef och ställföreträdande ansvarig utgivare 2003–2009 samt tillförordnad redaktionschef 2003–2004 och tillförordnad chef för DN.se 2005–2006. Mellan december 2009 och februari 2018 arbetade han som politikreporter och var även programledare för webb-tv-programmet "Rakt på sak”. Han blev insändarredaktör på Dagens Nyheter 2018 och var tillförordnad redaktör för DN Debatt från oktober 2021 till januari 2022 då han blev insändarredaktör igen.
I föreningslivet har Larsson 2011–2013 mastersutskottet i Svenska Simförbundet. Han har också innehaft två svenska rekord i åldersklassen 40–44 år, på 200 meter fjärilsim (25 meter) och 400 meter medley (50 meter). Han var styrelseledamot i Publicistklubbens Stockholmskrets 2017-2023, varav fem år som sekreterare. 
Mats J Larsson var åren 1993–2011 gift med Unni Jerndal och har med henne två söner.

### Webbkällor
- Om Mats J Larsson från Journalisten den 11 november 2003